# سوپیونج
سوپیونج (کره‌ای: 서편제) یک فیلم درام موزیکال کره جنوبی است که بر اساس رمانی به همین نام نوشته یی چونگ جون ساخته شده‌است. داستان خانواده ای از خوانندگان پانسوری سنتی کره ای را روایت می‌کند که تلاش می‌کنند در دنیای مدرن امرار معاش کنند. این اولین فیلم کره جنوبی است که بیش از یک میلیون مخاطب را به خود جلب کرده‌است و تأثیر قابل توجهی در احیای علاقه عمومی به فرهنگ سنتی کره و پانسوری دارد.